# Weronika Toporowska
Weronika Toporowska (ur. 18 kwietnia 1983) – polska koszykarka, grająca na pozycji rozgrywającej.
Gra w klubie MKS Piaseczno.

## Przebieg kariery
- AZS PWSZ Gorzów Wielkopolski

## Osiągnięcia
Indywidualne
- Liderka w skuteczności rzutów wolnych I ligi (2012)